# 인계예술공원
인계예술공원는 대한민국의 경기도 수원시 팔달구 인계동에 위치한 예술 공원이다.

## 시설
- 제1야외음악당
- 민방위교육장
- 참전유공자공적비
- 현충탑
- 주차장